# Podpolkovnik (Bundeswehr)
Podpolkovnik (izvirno nemško Oberstleutnant; okrajšava: OberstLt; kratica: OTL) je častniški čin v Bundeswehru (v Deutsches Heeru in Bundesluftwaffe). v Bundesmarine mu ustreza čin kapitana fregate, medtem ko mu v specialističnih činih enaki: Oberfeldartz, Flottilenartz, Oberfeldapotheker, Flottilenapotheker in Oberfeldveterinär.
Nadrejen je činu majorja in podrejen činu polkovnika. V sklopu Natovega STANAG 2116 spada v razred OF-4, medtem ko v zveznem plačilnem sistemu sodi v razred A14-15.
Večina kariernih častnikov se upokoji s tem činom, katerega pridobijo po 17 letih službovanja.

## Oznaka čina
Oznaka čina je lahko:
- naramenska (epoletna) oznaka (za službeno uniformo): srebrni hrastov venec in dve srebrni zvezdi z barvno obrobo glede na rod oz. službo[5]
- naramenska (epoletna) oznaka (za bojno uniformo): črni hrastov venec in dve zvezdi (barvna obroba je samo na spodnjem delu oznake).[6]

Do leta 1956 je bila oznaka čina sledeča: dve zvezdi nad stiliziranim parom hrastovih listov.
Oznaka čina podpolkovnika Luftwaffe ima na dnu oznake še stiliziran par kril.
Galerija
- Naramenska epoletna oznaka (za službeno uniformo)
- Naramenska epoletna oznaka (za bojno uniformo)
- Osnovna oznaka čina Luftwaffe